# Coccothrinax torrida
Coccothrinax torrida är en enhjärtbladig växtart som beskrevs av Morici och Verdecia. Coccothrinax torrida ingår i släktet Coccothrinax och familjen Arecaceae.
Artens utbredningsområde är Kuba. Inga underarter finns listade i Catalogue of Life.